# 北京控股
北京控股有限公司（港交所：0392，OTCBB：BJINY
）是一家中国北京的綜合企業公司。

## 历史
2012年11月17日北京控股以11.14億元人民幣向母公司北控集團出售首都高速公路96%股權及經管權。
2013年6月26日北京控股斥资24.1億元，入股中國聯盛煤層氣（現在的中國煤層氣），成其控股股東。
2013年7月30日北京控股斥資約82.22億元，從母公司手中購入中國燃氣約22.01%權益，成為單一最大股東。
2016年2月5日北京控股斥資14.38億歐元（約125億港元），向瑞典基金公司EQT Infrastructure II，收購德國廢物能源利用公司EEW Holding GMBH（下稱EEW）全部股份及M+E Holding GMBH & Co. KG的6%權益
2016年11月9日北京控股斥資11億美元收購俄羅斯石油旗下油氣開發分支Verkhnechonskneftegaz的20%股權，後者持有於俄羅斯聯邦境內開發韋爾赫內瓊斯克油汽田的牌照。
2017年10月，北控总部由东三环北路38号迁至化工路59号焦奥中心2号楼北控大厦。

## 主要資產
- 中國燃氣24.82%
- 北控水務42.43%
- 燕京啤酒45.79%
- 惠泉啤酒50.8%
- 中生北控生物科技18.84%
- 北京控股環境集團50.4%
- 北京燃氣公司100%
- 中石油北京管道公司40%
- 北京燃氣藍天41.13%
- 北京市政總院100%

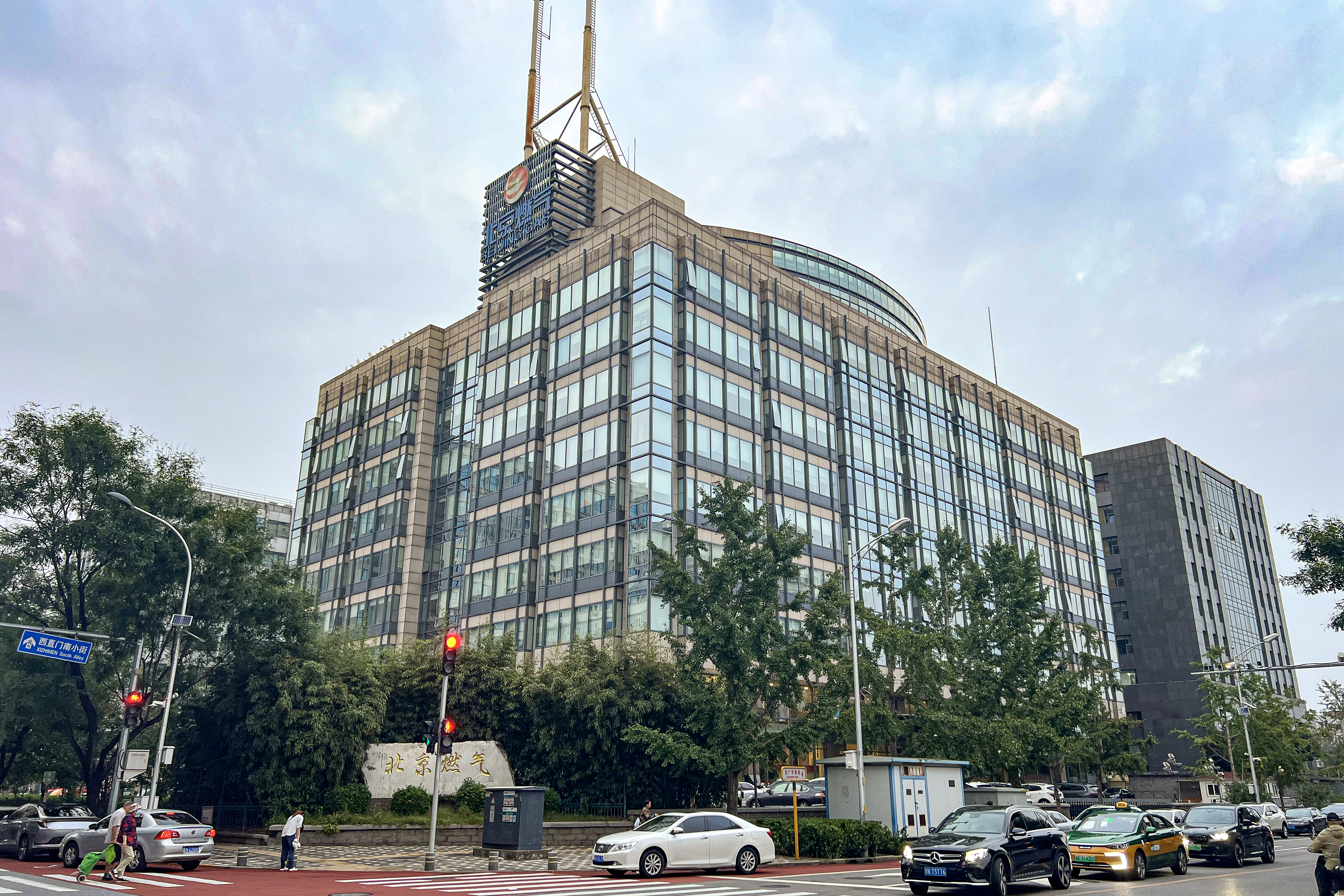
北京市燃气集团有限责任公司

- 俄羅斯PJSC Verkhnechonskneftegaz（「VCNG」）20%

## 參见
- 北京控股足球俱乐部
- 北京控股翱龙篮球俱乐部

## 連結
- 北京控股有限公司